# 俺たちのRADIO
俺たちのRADIO（おれたちのラジオ）は、STVラジオ・HBCラジオの共同制作で放送された特別番組。

## 概要
STVラジオ・HBCラジオが道央圏でのFM補完放送（ワイドFM）を2016年10月19日12時から開始することを記念し、両局の午後のワイド番組である『カーナビラジオ午後一番!』（HBC）と『まるごと!エンタメ〜ション』（STV）をベース番組として放送。両番組の出演者がパーソナリティーとして登場し、同日はJR札幌駅北口西コンコースでワイドFM開局記念のイベントを行い、この放送はイベントの一環として、公開生放送の形式で同時放送された。
ラジオを愛するHBCのYASUとSTVの佐々木たくおが、ラジオに関するエピソードと合わせてラジオ愛を語るとともに、札幌市内からの中継を交えてワイドFMの楽しみ方も伝える内容とした。
北口西コンコースでの共同イベントでは番組終了後各局パーソナリティのトークショー、パネル展示、クイズ大会、体験ブースが展開された。

## 放送時間
- 2016年10月19日 12:00 - 13:00[1]

## 出演
HBC『カーナビラジオ午後一番!』
- YASU
- 山根あゆみ（HBC社員パーソナリティ）

STV『まるごと!エンタメ～ション』
- 佐々木たくお
- 熊谷明美（STVアナウンサー）